# Кусмень (присілок)
Кусмень (рос. Кусмень) — присілок у Тогучинському районі Новосибірської області Російської Федерації.
Входить до складу муніципального утворення Киїцька сільрада. Населення становить 142 особи (2010).

## Історія
Згідно із законом від 2 червня 2004 року органом місцевого самоврядування є Киїцька сільрада.

## Населення
| 2002 | 2007 | 2010 |
| ---- | ---- | ---- |
| 210  | ↘170 | ↘142 |